# Виллаурбана
Виллаурбана (итал. Villaurbana) — коммуна в Италии, располагается в регионе Сардиния, подчиняется административному центру Ористано.
Население составляет 1794 человека, плотность населения составляет 30,68 чел./км². Занимает площадь 58,48 км². Почтовый индекс — 9080. Телефонный код — 0783.
Покровителем населённого пункта считается святая Маргарита. Праздник ежегодно празднуется 20 июля.